# 岩見沢市立光陵中学校
岩見沢市立光陵中学校（いわみざわしりつ こうりょうちゅうがっこう）は、北海道岩見沢市にある公立の中学校である。略称はこうりょう。空知管内では最大規模の中学校である。
通学区域制度による学区は、春日町、鳩が丘、東山町、大和町、美園、南町、条丁目のほぼ全域となっているが、上幌向町や日の出町等の学区外からの編入者も積極的に受け入れている。

## 沿革
- 1947年（昭和22年）5月1日 - 6・3制度導入に伴い、市内の2つの学校（岩見沢市立東光中学校、岩見沢市立緑中学校）と共に開校。
- 1952年（昭和27年）- 校章制定、校歌制定（作曲：信時潔、作詞：風巻景次郎）。
- 1957年（昭和32年）- 開校10周年記念式典。
- 1966年（昭和41年）- 既存の木造校舎の北側に校舎増築。
- 1967年（昭和42年）- 開校20周年記念式典。
- 1975年（昭和50年）- 敷地西側に鉄筋コンクリート造三階建ての校舎増築。
- 1977年（昭和52年）- 開校30周年記念式典。
- 1985年（昭和60年）- 合唱部がNHK全国学校音楽コンクール全国大会に出場し、銀賞。
- 1987年（昭和62年）- 開校40周年記念式典。
- 1988年（昭和63年）- 一部生徒の迷惑行為により、市内上志文町の萩の山市民スキー場への出入りが禁止となる。
- 1989年（平成元年）- 全国中学校陸上大会 出場。合唱部がNHK全国音楽コンクール全道大会に出場し、銅賞。
- 1990年（平成2年）- NHK全国音楽コンクール全道大会出場（銅賞）、日本中学校体育連盟全国大会（スキー）出場、全国学校図書館協議会で会長賞、プレハブ造二階建ての仮校舎完成。
以降、新校舎完成まで約7年間使用される。校則の改訂。ボランティア活動普及事業協力校に指定される。
- 1991年（平成3年）- 生徒へ新校舎デザイン案の募集開始。
- 1992年（平成4年）- 一部生徒の迷惑行為により、市内志文町の三井グリーンランドホワイトパークへの出入りが禁止となる。
- 1995年（平成7年）- 新校舎着工 (施工者 : 株式会社横河建築設計事務所)
- 1997年（平成9年）- 新校舎竣工。開校50周年記念式典。旧校舎お別れ会。
- 1998年（平成10年）- グラウンド完成
- 1999年（平成11年）- 演劇部廃部に伴い、ダンス部とパーソナルコンピュータ部を新設。
- 2003年（平成15年）- 合唱部が吹奏楽部へ転換。｢北海道教育実践表彰｣を受賞。
- 2007年（平成19年）- 開校60周年記念式典。
- 2008年（平成20年）- 当時在校生だった玉置桃が全国日本中学校体育連盟柔道大会44kg級で5位。
- 2017年（平成29年）- 開校70周年記念式典。
- 2018年（平成30年）- コミュニティ・スクール設立
- 2024年（令和6年） - 校内にエアコン設置

## 年間行事
- 4月 - 入学式、始業式、学力テスト
- 5月 - 修学旅行、職場体験（2年）
- 6月 - 体育大会、前期中間テスト
- 7月 - 中体連
- 8月 - 学力テスト
- 9月 - 前期期末テスト、学校祭
- 10月 - 前期終業式、後期始業式
- 11月 - 宿泊学習（2年）学力テスト、後期中間テスト
- 12月 - 三者懇談
- 1月 - 学年末テスト（3年）、スキー学習
- 2月 - 学力テスト（1年、2年）、入学説明会、後期期末テスト（1年、2年）、スキー遠足
- 3月 - 卒業式、修了式

## 部活動
- 体育系
  - 野球、陸上、サッカー、ソフトテニス、男子バスケットボール、女子バスケットボール、男子バレーボール、女子バレーボール、男子バドミントン、女子バドミントン、卓球、水泳、ダンス、剣道
- 文化系
  - パソコン(タブレット)、吹奏楽、美術、書道
- 外局
  - 放送、図書
- 休部中
  - スキー

## 周辺環境
文教地区ということもあり、周辺には数多くの教育施設が存在する。ここでは、主に校区内にある施設について記述する。
- 東山公園
- 岩見沢市民会館
- 岩見沢市立図書館
- 岩見沢温水プール
- 岩見沢陸上競技場
- 岩見沢駒沢幼稚園
- 岩見沢聖十字幼稚園
- よいこのくに幼稚園
- 岩見沢めぐみ幼稚園
- 岩見沢市立南小学校
- 岩見沢市立中央小学校
- 岩見沢市立美園小学校
- 北海道岩見沢東高等学校
- 北海道岩見沢西高等学校
- 北海道岩見沢緑陵高等学校
- 北海道岩見沢農業高等学校

## 交通アクセス
- JR岩見沢駅前通りを緑が丘方面へ徒歩約30分。
- 北海道中央バス（岩見沢営業所）岩見沢光陵中前 正面

## 著名人
- 柴田望（詩人）
- 芹那 (アイドル、タレント)
- 玉置桃 (柔道選手)

## 補足
- 市内の学校では珍しく、玄関が2階にある。
- 校歌は七五調を基調としており、合唱ではなく四部斉唱という特徴を持つ。（例 : 自ら正し 相磨き 光は籠る 珠の如）
- 校舎は煉瓦、体育館はコンクリート、内装は木を基調としている。
- 校舎棟と体育館を繋ぐ円形となっている棟の屋上には、小さな庭園がある。
- 現校舎新築にあたって、総工費約31億円、工期に約2年を投じている。
- 教室棟側校舎は、建物の中央に大きな吹き抜けがあり、吹き抜けを挟んで西側に職員室があり、東側の教室全体を一望できるような構造になっている。
- 吹き抜けの下にはステージがあるが、これは演劇部のために作られたものだった。しかし、校舎新築後わずか2年で廃部となったため、現在はあまり使われる機会はない。
- 1月に2回行われるスキー学習は、三笠市の桂沢市民スキー場、2月に行われるスキー遠足は夕張市のマウントレースイでそれぞれ行われている。なお、市内に2ヶ所存在するスキー場は、前述の理由で、使用できなくなっている。

## 関連リンク
- 北海道中学校一覧

## 外部サイト
- 岩見沢市立光陵中学校
- 岩見沢市立光陵中学校 コミュニティ・スクール